# Naczęwuj
Naczęwuj – staropolskie imię męskie, złożone z dwóch członów: Naczę- ("zacząć") i -wuj ("wuj"). 